# Occitanobisium coiffaiti
Espèce
Occitanobisium coiffaiti est une espèce de pseudoscorpions de la famille des Neobisiidae.

## Distribution
Cette espèce est endémique de France. Elle se rencontre en Hérault, en Ardèche, dans les Hautes-Pyrénées et les Pyrénées-Atlantiques.

## Description
Le mâle holotype mesure 1,375 mm et la femelle paratype 1,525 mm.

## Étymologie
Cette espèce est nommée en l'honneur d'Henri Coiffait.

## Publication originale
- Heurtault, 1978 : Occitanobisium coiffaiti n. gen. n. sp. de Pseudoscorpions (Arachnides, Neobisiidae, Neobisiinae) du département de l'Hérault, France. Bulletin du Muséum National d'Histoire Naturelle, Paris, sér. 3, vol. 497 (Zoologie 346), p. 1121-1134 (texte intégral).